# Saison 2014-2015 du Borussia Dortmund
Maillots
Chronologie
Saison précédente Saison suivante
La saison 2014-2015 du Borussia Dortmund est la 106e du club. Il est impliqué dans trois compétitions : la Bundesliga, la DFB Pokal et la Ligue des champions.

## Saison

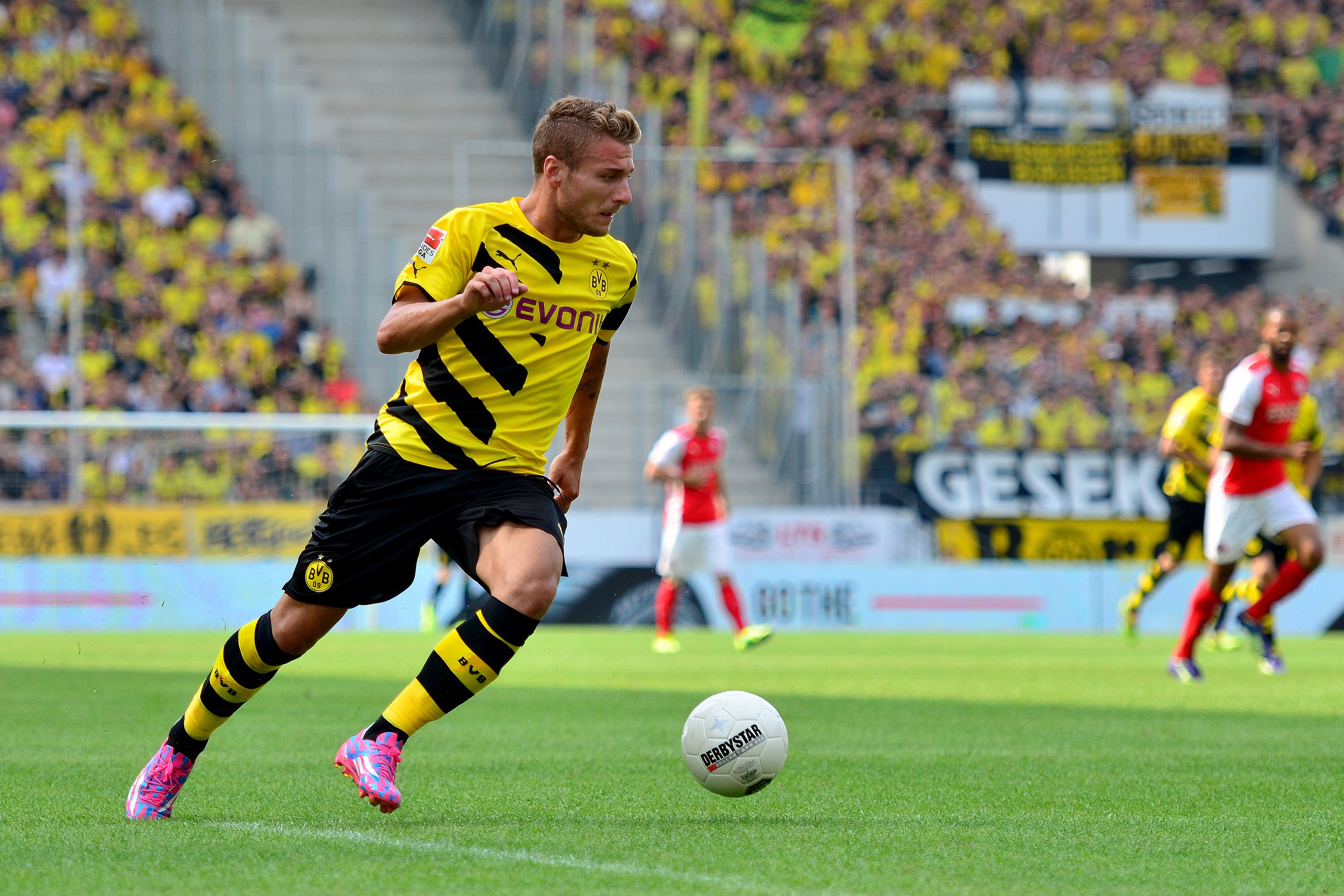
Ciro Immobile, Borussia Dortmund, 2014.

La pré-saison du Borussia démarre bien avec une victoire en Supercoupe d'Allemagne pour la deuxième année consécutive contre le Bayern Munich. Le club écrase le SV Stuttgarter Kickers en Coupe d'Allemagne 4-1. Pour son premier match de Bundesliga de la saison, Dortmund perd 2-0 face au Bayer Leverkusen. Néanmoins, il se rattrape lors de la seconde journée en s'imposant laborieusement contre le FC Augsbourg (3-2). En finale de la Coupe d'Allemagne, Dortmund s'incline face à Wofsburg (1-3).

## Transferts

### Arrivées
| Numéro | Poste     | Joueur          | En provenance de   | Montant | Date             | Source |
| ------ | --------- | --------------- | ------------------ | ------- | ---------------- | ------ |
|        | Attaquant | Ji Dong-won     | FC Augsburg        |         | 1er juillet 2014 | [ 7 ]  |
| 18     | Milieu    | Nuri Şahin      | Real Madrid        |         | 1er juillet 2014 | [ 8 ]  |
| 9      | Attaquant | Ciro Immobile   | Torino FC          |         | 1er juin 2014    | [ 9 ]  |
| 7      | Milieu    | Shinji Kagawa   | Manchester United  |         | 31 août 2014     | [ 10 ] |
| 28     | Défenseur | Matthias Ginter | SC Fribourg        |         | 17 juillet 2014  | [ 11 ] |
| 23     | Milieu    | Kevin Kampl     | Red Bull Salzbourg |         | 17 juillet 2014  | [ 12 ] |

### Départs
| Numéro | Poste     | Joueur             | Destination   | Montant | Date             | Source |
| ------ | --------- | ------------------ | ------------- | ------- | ---------------- | ------ |
| 9      | Attaquant | Robert Lewandowski | Bayern Munich |         | 4 janvier 2014   | ,      |
|        | Défenseur | Manuel Friedrich   | Mumbai FC     |         | 30 juin 2014     | [ 15 ] |
|        | Attaquant | Julian Schieber    | Hertha Berlin |         | 3 juillet 2014   | [ 16 ] |
|        | Attaquant | Ji Dong-won        | FC Augsburg   |         | 1er janvier 2015 | [ 17 ] |

### Prêts
| Numéro | Poste     | Joueur           | Destination     | Début              | Fin          | Source |
| ------ | --------- | ---------------- | --------------- | ------------------ | ------------ | ------ |
|        | Attaquant | Marvin Ducksch   | SC Paderborn 07 | 1er juillet 2014   | 30 juin 2015 | [ 18 ] |
|        | Milieu    | Jonas Hofmann    | Mayence         | 1er septembre 2014 | 30 juin 2015 | [ 19 ] |
|        | Défenseur | Jannik Bandowski | TSV 1860 Munich | 31 janvier 2015    | 30 juin 2016 | [ 20 ] |

## Titre
- Vainqueur de la Supercoupe d'Allemagne 2014.